# Ledereragrotis difficilis
Ledereragrotis difficilis là một loài bướm đêm trong họ Noctuidae.